# Tour der neuseeländischen Rugby-Union-Nationalmannschaft nach Südafrika 1976
| Tour der All Blacks nach Südafrika 1976 | Tour der All Blacks nach Südafrika 1976 | Tour der All Blacks nach Südafrika 1976 | Tour der All Blacks nach Südafrika 1976 | Tour der All Blacks nach Südafrika 1976 |
| Übersicht                               | S                                       | G                                       | U                                       | N                                       |
| --------------------------------------- | --------------------------------------- | --------------------------------------- | --------------------------------------- | --------------------------------------- |
| Test Matches                            | 04                                      | 01                                      | 0                                       | 3                                       |
| Sonstige Spiele                         | 20                                      | 17                                      | 0                                       | 3                                       |
| Gesamt                                  | 24                                      | 18                                      | 0                                       | 6                                       |
|                                         |                                         |                                         |                                         |                                         |
| Südafrika                               | 04                                      | 01                                      | 0                                       | 3                                       |

Die Tour der neuseeländischen Rugby-Union-Nationalmannschaft nach Südafrika 1976 umfasste eine Reihe von Freundschaftsspielen der All Blacks, der Nationalmannschaft Neuseelands in der Sportart Rugby Union. Das Team reiste von Juni bis September 1976 durch Südafrika. Während dieser Zeit bestritt es 24 Spiele. Darunter waren vier Test Matches gegen die Springboks, in denen die All Blacks drei Niederlagen hinnehmen mussten und somit die Serie verloren. In den 20 weiteren Begegnungen mit regionalen Auswahlteams resultierten drei weitere Niederlagen. Internationale Schlagzeilen machte die Tour nicht in sportlicher Hinsicht, sondern vor allem aufgrund der Auseinandersetzung um die südafrikanische Apartheid-Politik. Diese gipfelte im Boykott der in der zweiten Julihälfte in Montreal stattfindenden Olympischen Sommerspiele 1976 durch zahlreiche afrikanische Staaten.

## Ereignisse
Der neuseeländische Premierminister Norman Kirk hatte eine für 1973 geplante Tour der Springboks nach Neuseeland abgesagt, da die Sicherheit von Spielern und Zuschauern nicht gewährleistet sei. Die Entscheidung hatte auch damit zu tun, dass er einen angedrohten Boykott der British Commonwealth Games 1974 in Christchurch durch afrikanische Staaten vermeiden wollte. Kirks Nachfolger Robert Muldoon hingegen gab drei Jahre später seine Zustimmung für eine Tour der All Blacks nach Südafrika. Er stellte sich auf den Standpunkt, dass die Politik sich nicht in den Sport einmischen dürfe. Die umstrittene Tour begann knapp zwei Wochen nach dem Aufstand in Soweto gegen die rassistische Bildungspolitik (Bantu Education Act), bei dem vom 16. bis 18. Juni mindestens 176 Menschen ums Leben gekommen waren.
Jean-Claude Ganga, ein Sportfunktionär aus der Republik Kongo, lenkte die Aufmerksamkeit der Weltöffentlichkeit auf die geplante Tour der All Blacks. Die New Zealand Rugby Football Union ignorierte zahlreiche Aufrufe, die Tour abzusagen, worauf die All Blacks nach Südafrika abreisten und die Tour am 30. Juni mit dem ersten Spiel in East London ihren Anfang nahm. Unter der Führung von Tansanias Präsident Julius Nyerere forderten daraufhin mehrere afrikanische Staaten das Internationale Olympische Komitee (IOC) ultimativ auf, Neuseeland von den bevorstehenden Olympischen Sommerspielen 1976 in Montreal auszuschließen. Das IOC ging nicht auf die Forderung ein und begründete diesen Schritt damit, dass Rugby keine olympische Sportart sei. 22 afrikanische Staaten boykottierten daraufhin die Olympischen Sommerspiele, die am 17. Juli begannen. Vier weitere afrikanische Staaten schlossen sich dem Boykott an, nachdem einzelne Athleten bereits an Wettkämpfen teilgenommen hatten. Hinzu gesellte sich aus Solidarität der südamerikanische Staat Guyana. Die Boykotteure hielten es für inakzeptabel, dass ein Land oder eine internationale Sportorganisation die südafrikanische Regierung in irgendeiner Weise legitimierte, wie es die All Blacks getan hatten und wie es ihrer Meinung nach auch das IOC tat, indem es sich weigerte, Neuseeland von den Spielen auszuschließen.
Als Reaktion auf diese umstrittene Tour unterzeichneten die Regierungen der Commonwealth-Staaten 1977 die Gleneagles-Vereinbarung, die sportliche Beziehungen mit Südafrika ächtete. Die All Blacks spielten zwar bis 1992 nicht mehr in Südafrika, waren aber 1981 Gastgeber der Springboks, was erneut eine Kontroverse und massive Proteste auslöste.

## Spielplan
- Hintergrundfarbe grün = Sieg
- Hintergrundfarbe rot = Niederlage

(Test Matches sind grau unterlegt; Ergebnisse aus der Sicht Neuseelands)
| #  | Datum              | Gegner                                  | Ort            | Stadion                     | Ergebnis |
| -- | ------------------ | --------------------------------------- | -------------- | --------------------------- | -------- |
| 01 | 30. Juni 1976      | Border                                  | East London    | Border RU Ground            | 24:0     |
| 02 | 03. Juli 1976      | Eastern Province                        | Port Elizabeth | Boet Erasmus Stadium        | 28:15    |
| 03 | 07. Juli 1976      | South African Proteas                   | Kapstadt       | Goodwood Rugby Stadium      | 25:3     |
| 04 | 10. Juli 1976      | South African Invitation XV             | Kapstadt       | Newlands Stadium            | 31:24    |
| 05 | 14. Juli 1976      | Boland                                  | Wellington     | Boland Stadium              | 42:6     |
| 06 | 17. Juli 1976      | Western Province                        | Kapstadt       | Newlands Stadium            | 11:12    |
| 07 | 20. Juli 1976      | South African Gazelles                  | Port Elizabeth | Boet Erasmus Stadium        | 21:15    |
| 08 | 24. Juli 1976      | Südafrika                               | Durban         | Kings Park Stadium          | 7:16     |
| 09 | 28. Juli 1976      | Western Transvaal                       | Potchefstroom  | Olën Park                   | 42:3     |
| 10 | 31. Juli 1976      | Transvaal                               | Johannesburg   | Ellis Park Stadium          | 12:10    |
| 11 | 04. August 1976    | South African Universities              | Pretoria       | Loftus Versfeld Stadium     | 21:9     |
| 12 | 07. August 1976    | Eastern Transvaal                       | Springs        | PAM Brink Stadium           | 26:12    |
| 13 | 10. August 1976    | Orange Free State Country Invitation XV | Welkom         | Welkom Ground               | 31:6     |
| 14 | 14. August 1976    | Südafrika                               | Bloemfontein   | Free State Stadium          | 15:9     |
| 15 | 18. August 1976    | Quagga-Barbarians                       | Johannesburg   | Ellis Park Stadium          | 32:31    |
| 16 | 21. August 1976    | Northern Transvaal                      | Pretoria       | Loftus Versfeld Stadium     | 27:29    |
| 17 | 24. August 1976    | Transvaal Country Invitation XV         | Witbank        | Johann van Riebeeck Stadium | 48:13    |
| 18 | 28. August 1976    | Natal                                   | Durban         | Kings Park Stadium          | 42:13    |
| 19 | 31. August 1976    | Leopards                                | East London    | Mdantsane Stadium           | 31:0     |
| 20 | 04. September 1976 | Südafrika                               | Kapstadt       | Newlands Stadium            | 10:15    |
| 21 | 06. September 1976 | North-West Cape Invitation XV           | Upington       | Danie Kuys Stadium          | 34:17    |
| 22 | 11. September 1976 | Orange Free State                       | Bloemfontein   | Free State Stadium          | 10:15    |
| 23 | 14. September 1976 | Griqualand West                         | Kimberley      | De Beers Stadium            | 26:3     |
| 24 | 18. September 1976 | Südafrika                               | Johannesburg   | Ellis Park Stadium          | 14:15    |

## Test Matches
| 24. Juli 1976 | Südafrika                                                                             | 16 : 7        | Neuseeland                              | Kings Park Stadium, Durban Zuschauer: 46.000 Schiedsrichter: Ian Gourlay (Südafrika) |
| 24. Juli 1976 | Versuche: Germishuys Krantz Erhöhungen: Bosch Straftritte: Bosch Dropgoals: Robertson | (3:3) Bericht | Versuche: Jaffray Straftritte: Williams | Kings Park Stadium, Durban Zuschauer: 46.000 Schiedsrichter: Ian Gourlay (Südafrika) |

Aufstellungen:
- Südafrika: Paul Bayvel, Gerald Bosch, Robert Cockrell, Boland Coetzee, Morné du Plessis , Jan Ellis, Gerrie Germishuys, Edrich Krantz, Kol Oosthuizen, Ian Robertson, Jacobus Stander, Derek van den Berg, Johannes van Heerden, Peter Whipp, John Williams 
 Auswechselspieler: De Wet Ras
- Neuseeland: Grant Batty, Douglas Bruce, Sid Going, Lyndon Jaffray, Ian Kirkpatrick, Kent Lambert, Andy Leslie , Hamish Macdonald, Tane Norton, Bruce Robertson, Duncan Robertson, Ken Stewart, Kerry Tanner, Peter Whiting, Bryan Williams

| 14. August 1976 | Südafrika              | 9 : 15         | Neuseeland                                                                 | Free State Stadium, Bloemfontein Zuschauer: 73.000 Schiedsrichter: Gert Bezuidenhout (Südafrika) |
| 14. August 1976 | Straftritte: Bosch (3) | (6:12) Bericht | Versuche: Morgan Erhöhungen: Going Straftritte: Going (2) Dropgoals: Bruce | Free State Stadium, Bloemfontein Zuschauer: 73.000 Schiedsrichter: Gert Bezuidenhout (Südafrika) |

Aufstellungen:
- Südafrika: Paul Bayvel, Gerald Bosch, Robert Cockrell, Boland Coetzee, Morné du Plessis , Gerrie Germishuys, Jacob Oosthuizen, Chris Pope, Ian Robertson, Dawie Snyman, Jacobus Stander, Theuns Stofberg, Derek van den Berg, Johannes van Heerden, John Williams 
 Auswechselspieler: Kevin de Klerk
- Neuseeland: Grant Batty, Douglas Bruce, Billy Bush, Kevin Eveleigh, Kit Fawcett, Sid Going, Brad Johnstone, Ian Kirkpatrick, Andy Leslie , Hamish Macdonald, Joe Morgan, Tane Norton, Bruce Robertson, Peter Whiting, Bryan Williams 
 Auswechselspieler: Bill Osborne

| 4. September 1976 | Südafrika                                                                       | 15 : 10       | Neuseeland                                       | Newlands Stadium, Kapstadt Zuschauer: 38.000 Schiedsrichter: Gert Bezuidenhout (Südafrika) |
| 4. September 1976 | Versuche: Oosthuizen Erhöhungen: Bosch Straftritte: Bosch (2) Dropgoals: Snyman | (6:7) Bericht | Versuche: B. Robertson Straftritte: Williams (2) | Newlands Stadium, Kapstadt Zuschauer: 38.000 Schiedsrichter: Gert Bezuidenhout (Südafrika) |

Aufstellungen:
- Südafrika: Paul Bayvel, Gerald Bosch, Boland Coetzee, Kevin de Klerk, Morné du Plessis , Gerrie Germishuys, Kol Oosthuizen, Chris Pope, Dawie Snyman, Jacobus Stander, Theuns Stofberg, Johan Strauss, Johannes van Heerden, Piston van Wyk, Peter Whipp
- Neuseeland: Grant Batty, Kit Fawcett, Sid Going, Perry Harris, Ian Kirkpatrick, Kent Lambert, Andy Leslie , Hamish Macdonald, Joe Morgan, Tane Norton, Bruce Robertson, Duncan Robertson, Ken Stewart, Peter Whiting, Bryan Williams

| 18. September 1976 | Südafrika                                                                      | 15 : 14       | Neuseeland                                                         | Ellis Park Stadium, Johannesburg Zuschauer: 75.000 Schiedsrichter: Gert Bezuidenhout (Südafrika) |
| 18. September 1976 | Versuche: Kritzinger Erhöhungen: Bosch Straftritte: Bosch (2) Dropgoals: Bosch | (9:8) Bericht | Versuche: Going Kirkpatrick Straftritte: Williams Dropgoals: Bruce | Ellis Park Stadium, Johannesburg Zuschauer: 75.000 Schiedsrichter: Gert Bezuidenhout (Südafrika) |

Aufstellungen:
- Südafrika: Paul Bayvel, Gerald Bosch, Boland Coetzee, Kevin de Klerk, Morné du Plessis , Gerrie Germishuys, Klippies Kritzinger, Kol Oosthuizen, Chris Pope, Robertson, Jacobus Stander, Johan Strauss, Johannes van Heerden, Piston van Wyk, Peter Whipp
- Neuseeland: Grant Batty, Douglas Bruce, Billy Bush, Kevin Eveleigh, Sid Going, Ian Kirkpatrick, Kent Lambert, Andy Leslie , Joe Morgan, Tane Norton, Frank Oliver, Bruce Robertson, Duncan Robertson, Peter Whiting, Bryan Williams 
 Terry Mitchell, Bill Osborne

## Kader

### Management
- Tourmanager: Noel Stanley
- Assistent und Trainer: JJ Stewart
- Kapitän: Andy Leslie

### Spieler
| Spieler          | Position         | Mannschaft       |
| ---------------- | ---------------- | ---------------- |
| Kit Fawcett      | Schlussmann      | Auckland         |
| Laurie Mains     | Schlussmann      | Otago            |
| Grant Batty      | Dreiviertelreihe | Bay of Plenty    |
| Terry Mitchell   | Dreiviertelreihe | Canterbury       |
| Bill Osborne     | Dreiviertelreihe | Wanganui         |
| Neil Purvis      | Dreiviertelreihe | Otago            |
| Bruce Robertson  | Dreiviertelreihe | Counties Manukau |
| Bryan Williams   | Dreiviertelreihe | Auckland         |
| Douglas Bruce    | Verbindungshalb  | Canterbury       |
| Lyndon Jaffray   | Verbindungshalb  | Otago            |
| Joe Morgan       | Verbindungshalb  | North Auckland   |
| Duncan Robertson | Verbindungshalb  | Otago            |
| Lyndon Davis     | Gedrängehalb     | Canterbury       |
| Sid Going        | Gedrängehalb     | North Auckland   |

| Spieler          | Position             | Mannschaft     |
| ---------------- | -------------------- | -------------- |
| Andy Leslie      | Nummer acht          | Wellington     |
| Alan Sutherland  | Nummer acht          | Marlborough    |
| Kevin Eveleigh   | Flügelstürmer        | Manawatu       |
| Ian Kirkpatrick  | Flügelstürmer        | Poverty Bay    |
| Lawrie Knight    | Flügelstürmer        | Poverty Bay    |
| Ken Stewart      | Flügelstürmer        | Southland      |
| Hamish Macdonald | Zweite-Reihe-Stürmer | North Auckland |
| Frank Oliver     | Zweite-Reihe-Stürmer | Southland      |
| Gary Seear       | Zweite-Reihe-Stürmer | Otago          |
| Peter Whiting    | Zweite-Reihe-Stürmer | Auckland       |
| Billy Bush       | Pfeiler              | Canterbury     |
| Brad Johnstone   | Pfeiler              | Auckland       |
| Kent Lambert     | Pfeiler              | Manawatu       |
| Kerry Tanner     | Pfeiler              | Canterbury     |
| Graeme Crossman  | Hakler               | Bay of Plenty  |
| Tane Norton      | Hakler               | Canterbury     |
| Perry Harris     | Hakler (Ersatz)      | Manawatu       |